# Eexterbouwten
Eexterbouwten is een voormalig waterschap in de Nederlandse provincie Groningen.
Het schap lag ten zuidwesten van Scheemda, tussen het Winschoterdiep aan de noord- en oostzijde en de spoorlijn Groningen-Duitsland aan de zuidzijde. De westgrens lag bij de Meedemerafwatering.
Het schap werd niet bemalen en loosde via een afsluitbare duiker af op de Meedemerafwatering die in verbinding stond met het Termunterzijldiep. In 1906 werd het zuidelijk deel van het schap toegevoegd aan het in dat jaar opgerichte waterschap Concordia.
Waterstaatkundig gezien ligt het gebied sinds 2000 binnen dat van het waterschap Hunze en Aa's.

## Naam
De naam betekent: bouwland van Eexta.